# 연합신학 대학원
연합신학 대학원(Graduate Theological Union, GTU)은 미국의 8 개의 사립  신학 대학과 11 개 센터 및 관련단들로 구성의  컨소시엄 신학대학교이다. 신학교 7 개는 캘리포니아주 버클리에 있다. GTU는 1962년에 설립되었으며 학생들은 버클리 대학 (University of California, Berkeley)에서 수업을들을 수 있다. 또한 GTU 컨소시엄 학교 중 일부는 산타 클라라 대학 (예수회 신학 대학 )과 캘리포니아 루터교 대학 (퍼시픽 루터교 신학교)과 같은 다른 캘리포니아 대학의 일부이다. GTU 컨소시엄 스쿨의 대부분은 버클리 지역에 위치하고 있으며, GTU 신학교와 센터가 모여 있기 때문에 "거룩한 언덕(Holy Hill)"로 알려진 이웃에 캠퍼스 대부분이 북쪽에 위치해 있다.

## 회원 학교들
- 버클리신학대학원 ( BST )
- 태평양의 교회 신성 학교 ( 감독 )
- 도미니카 철학 신학 대학원
- 산타 클라라 대학 예수회 신학 대학원
- 태평양 루터교 신학교 ( ELCA )
- 태평양 종교 학교 ( 연합 된 교회, 그리스도의 제자 회, 연합 감리 교회 )
- 샌프란시스코 신학교 ( 미국장로교(PCUSA) )